# Спутник-4
«Спу́тник-4» — советский космический аппарат, запущенный 15 мая 1960 года. Разрабатывался для космического полёта человека, был первым прототипом корабля-спутника «Восток», на котором и был впервые совершён такой полёт. Обозначение «Спутник-4» было присвоено кораблю западными журналистами как четвёртому советскому орбитальному спутнику Земли.
«Спутник-4» нёс на себе научные приборы, телевизионную систему и герметичную кабину с «Иваном Ивановичем», куклой взрослого человека. Эта кукла имитировала не только внешний вид, рост (164 см) и массу (72 кг) будущего космонавта, но и анатомическое строение — в кукле имелись «почки», «печень», «сердце» и «лёгкие». По мнению некоторых разработчиков модели, внешним прототипом модели был С. П. Королёв.
Космический аппарат был разработан для изучения работы системы жизнеобеспечения и различных ситуаций, связанных с полётом человека в космос. Аппарат также передавал телеметрию и заранее записанные голосовые сообщения. После четырёх дней полёта спускаемый аппарат отделился от приборного отсека, двигатели выдали тормозной импульс, однако из-за неверной ориентации (предположительно из-за отсутствия у датчика оптического горизонта теплоизоляции и последующего перегрева) корабль не смог вернуться в атмосферу в запланированном режиме. Ошибка в системе ориентации аппарата привела к тому, что спутник отклонился от запланированного курса и, при начале торможения, вместо входа в атмосферу оказался выброшен на более высокую орбиту.
Повторный вход в атмосферу состоялся 5 сентября 1962 года. Обломок весом 9 кг был найден посреди главной улицы в городке Манитовок, штат Висконсин, США.
15 ноября 1963 года в проезжую часть 8-й улицы Манитовока было вмонтировано латунное кольцо, обозначавшее место падения обломка «Спутника-4». Рядом на тротуаре гранитная табличка кратко поясняет, что здесь произошло в сентябре 1962 года. С 2007 года 5 сентября в Манитовоке проходит небольшой фестиваль Sputnikfest, посвящённый этому знаменательному для местных жителей событию.

## Параметры полёта
- Масса: 4540 кг
- Перигей: 280 км
- Апогей: 675 км
- Наклонение: 65,02°
- Период обращения: 94,25 минуты
- NSSDC ID: 1960-005A